# Bordell

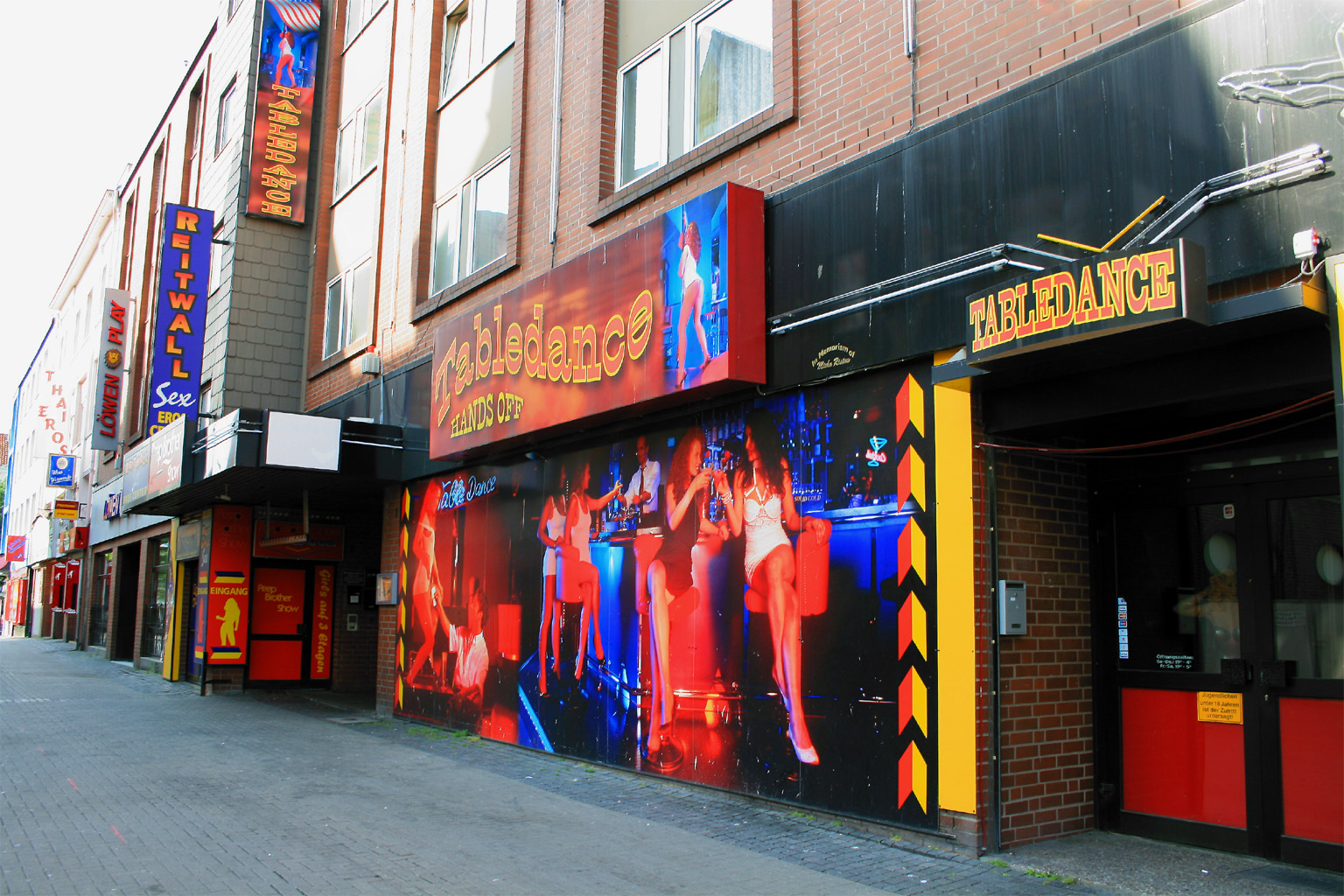
Bordelle im Rotlichtviertel am Steintor in Hannover-Mitte

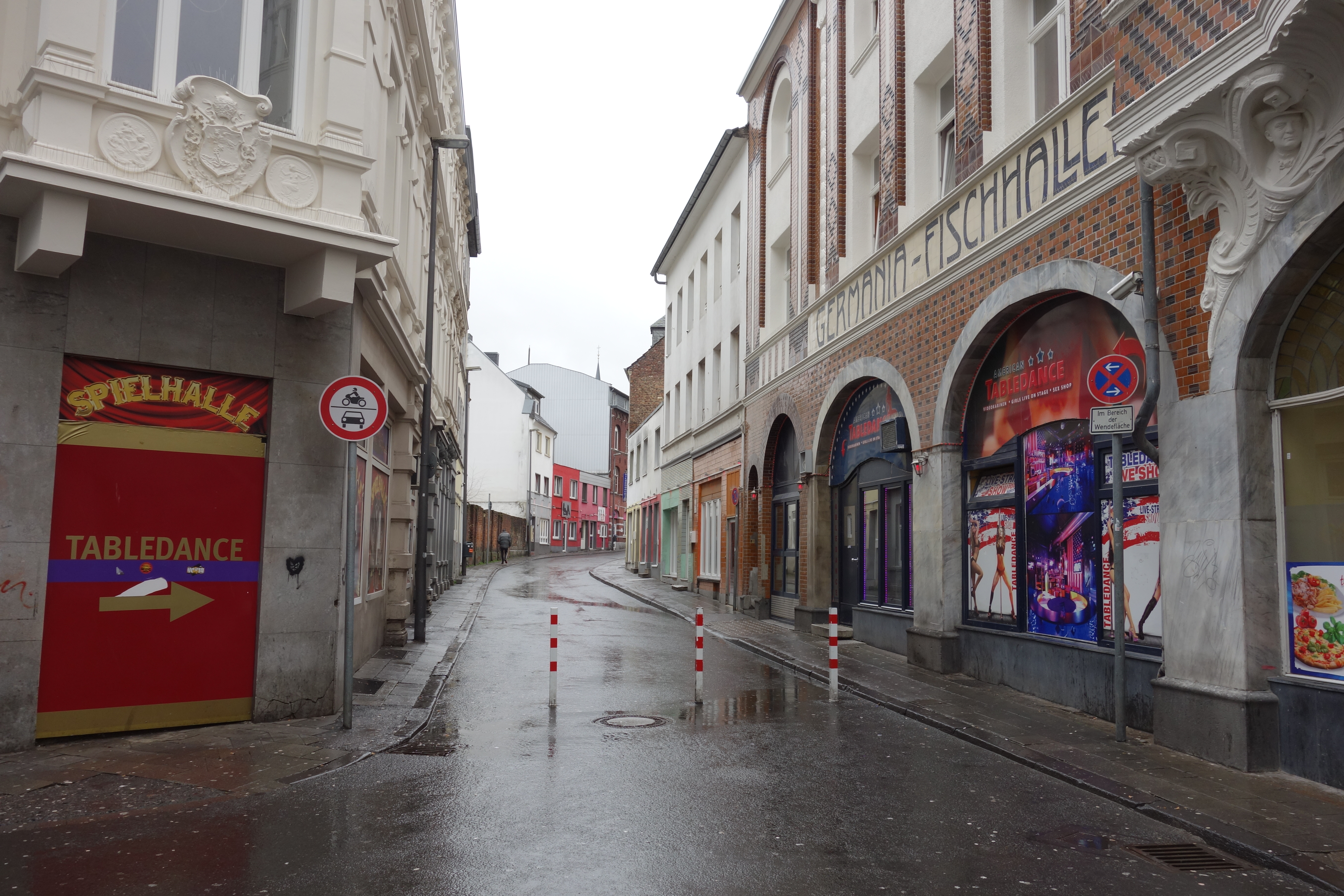
Die Antoniusstraße in Aachen ist eine typische Bordellstraße mit Koberfenster.

Bordell (von französisch bordel ‚Bretterhütte‘; Synonyme: Eroscenter, Freudenhaus, Etablissement, umgangssprachlich auch Puff, veraltet Hurenhaus) ist die Bezeichnung für einen Betrieb, in dem Menschen (meist Frauen) sexuelle Dienstleistungen anbieten und ausüben. Bordelle finden sich in manchen Großstädten gehäuft in Rotlichtvierteln.
Der rechtliche Rahmen, innerhalb dessen Prostitution und somit Bordelle legal angeboten und ausgeübt werden darf, variiert nicht nur zwischen unterschiedlichen Ländern, sondern unterliegt mitunter zusätzlich regionalen Auflagen.

## Geschichte

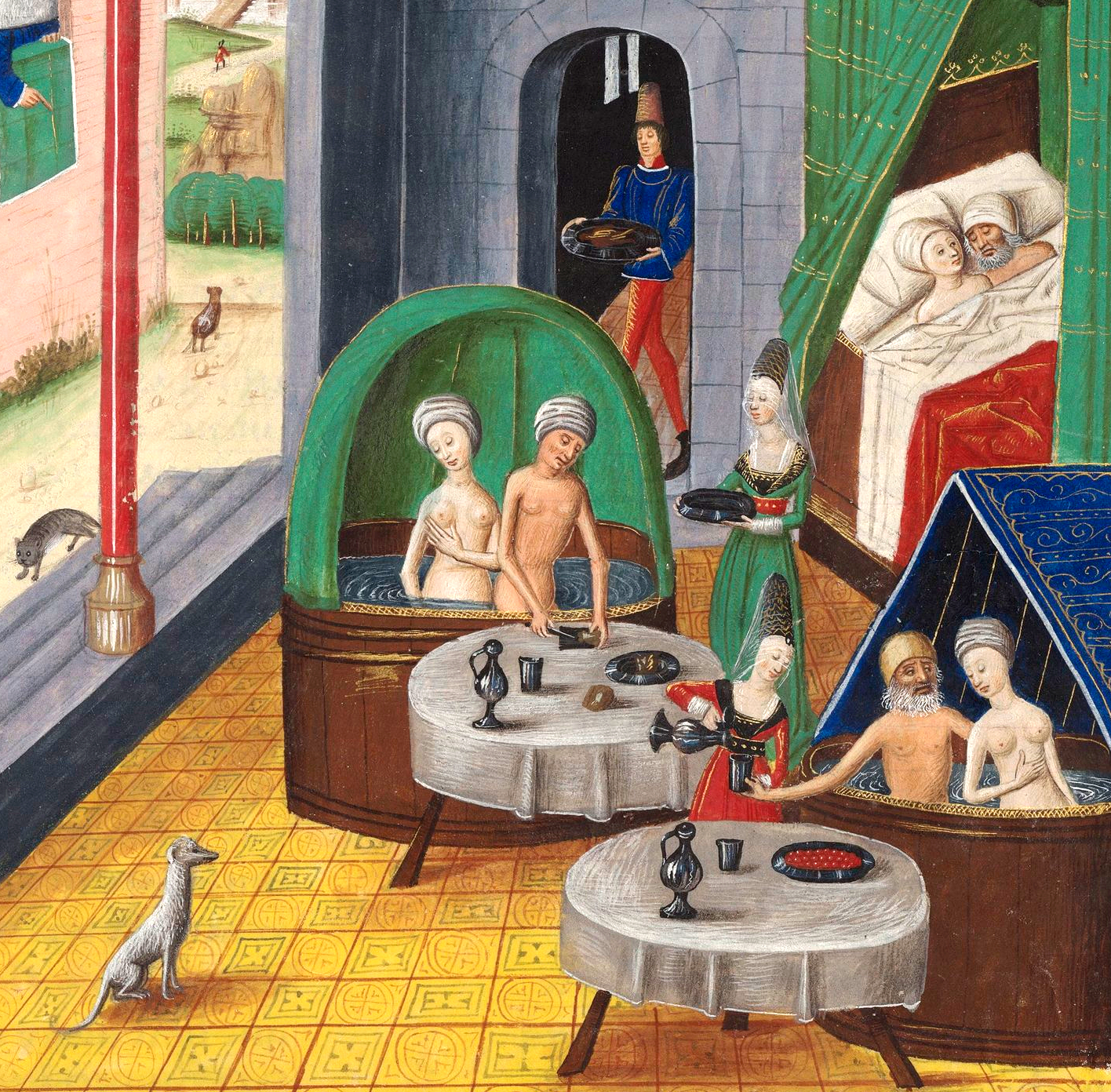
„Badehausszene“ aus Factorum et dictorum memorabilium von Valerius Maximus für Anton von Burgund, um 1470

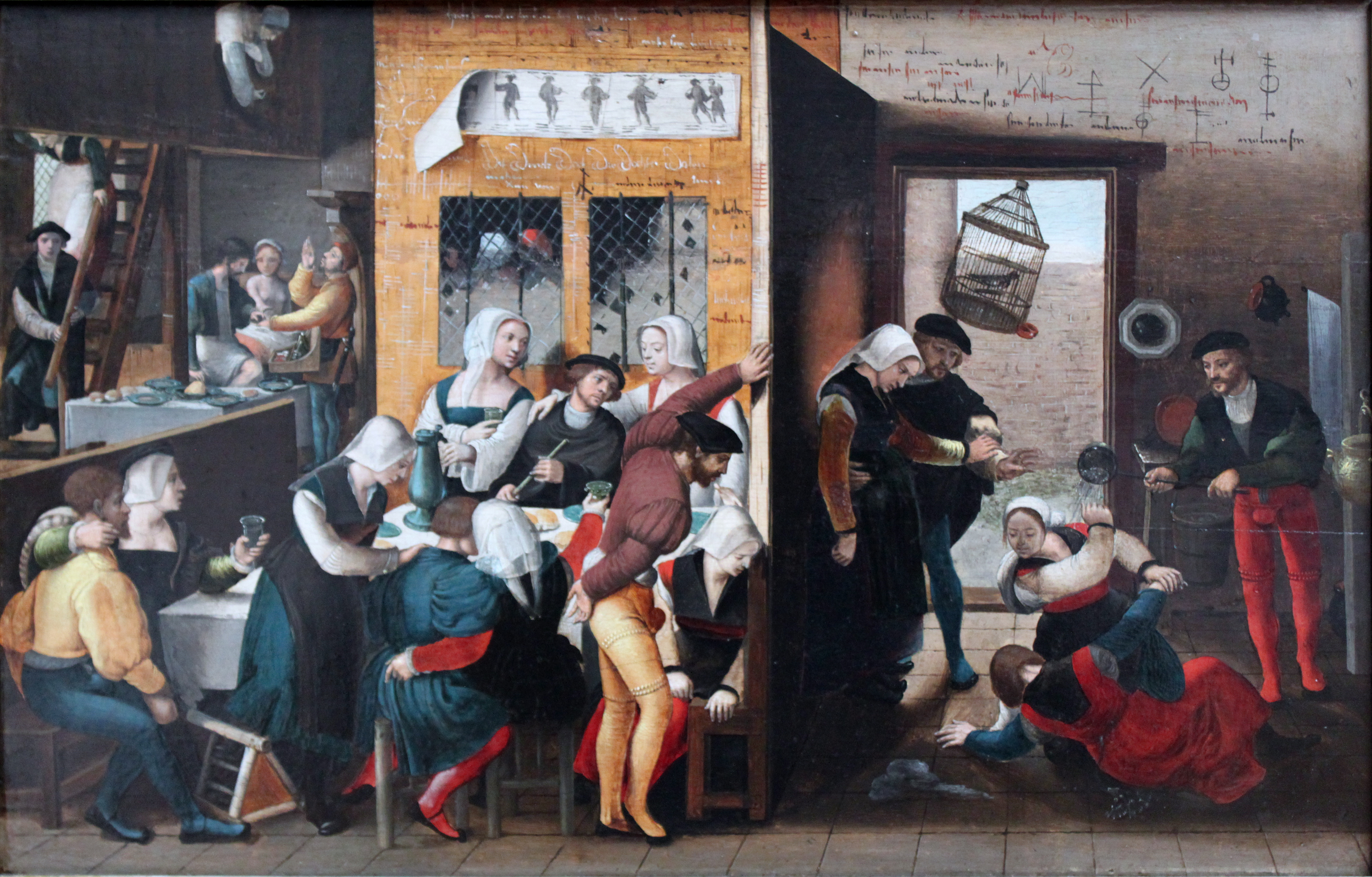
Bordellszene im 16. Jahrhundert (Braunschweiger Monogrammist, 1537)

In Pompeji sind bis heute die einzigen sicher zuschreibbaren Überreste eines als Lupanar bezeichneten Bordells erhalten, das aus der Asche des Vesuv ausgegraben wurde.
Auch im Mittelalter versuchten die kirchlichen Machthaber, den Betrieb von Bordellen zu regeln. So erließ der Bischof von Genf im Oktober 1428 genaue Regeln dazu.
Der umgangssprachliche Begriff Puff stammt von dem Würfelbrettspiel Puff, das sich nur geringfügig vom heutigen Backgammon unterscheidet. Puff wurde im Mittelalter in Gasthäusern gespielt, in denen Prostituierte ihre Dienste anboten.
Der Betrieb von Bordellen für Mannschaften oder Offiziere war auch in Armeen üblich, so wurden z. B. im Zweiten Weltkrieg in Deutschland Wehrmachtsbordelle eingerichtet und in Japan Trostfrauen für Kriegsbordelle zwangsprostituiert. Die Prostitution ging quer durch alle Bevölkerungsschichten, es gab sowohl Luxusbordelle wie das One Two Two als auch weniger glamouröse Etablissements, in denen Frauen aus der Unterschicht zur Prostitution gezwungen wurden. Nicht selten waren Frauen aus Dienstleistungsberufen wie bspw. Wäscherinnen unter den Prostituierten. Auch galt die Kellnerin als Beruf, in welchem der Übergang zur Prostitution fließend war. In den meisten Konzentrationslagern für Männer betrieb die SS zeitweise (1942–1945) Lagerbordelle, in denen sie Frauen zur Prostitution zwang.

## Gegenwart

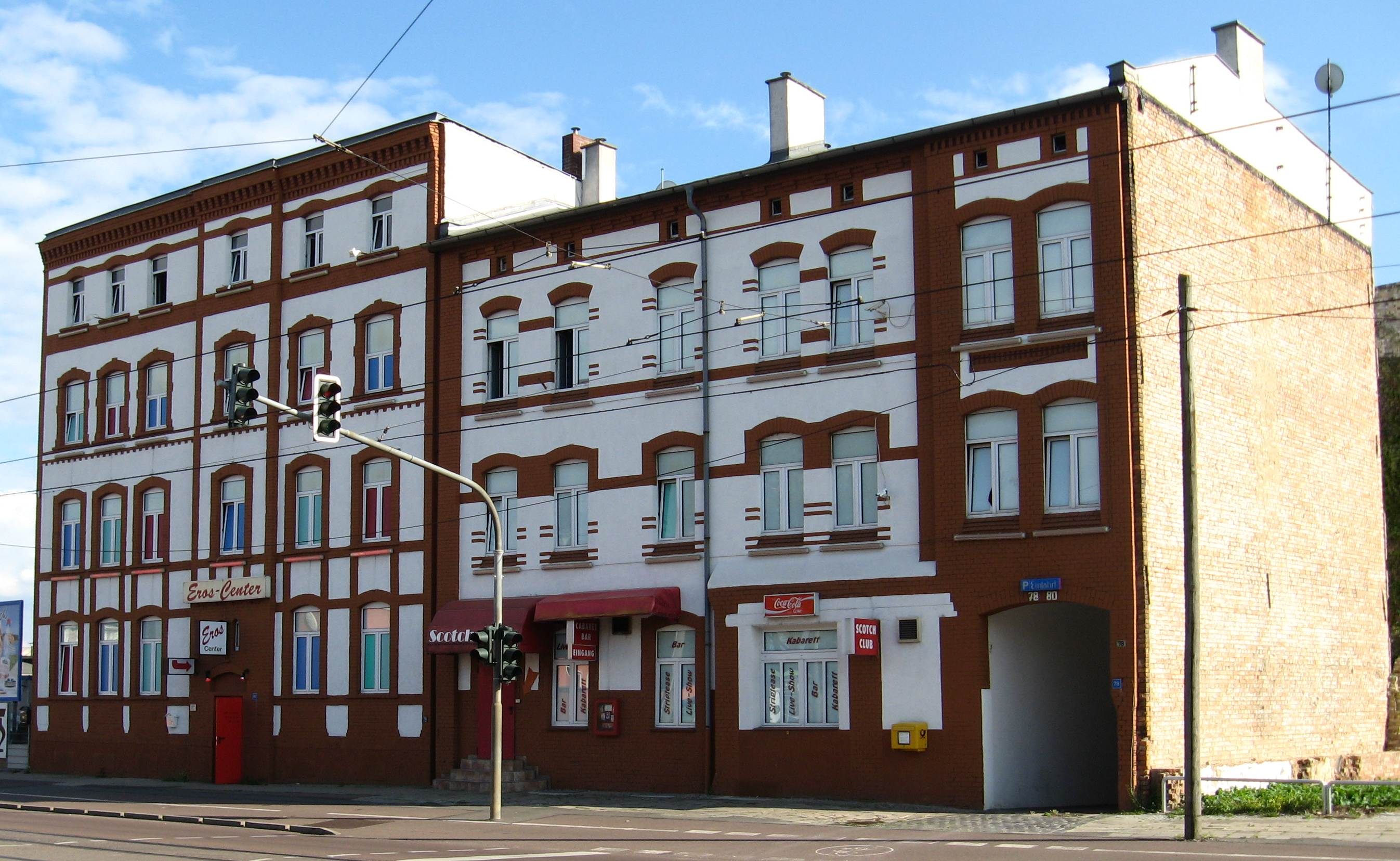
Laufhaus mit angeschlossener Gastronomie und Nachtclub in Halle (Saale)

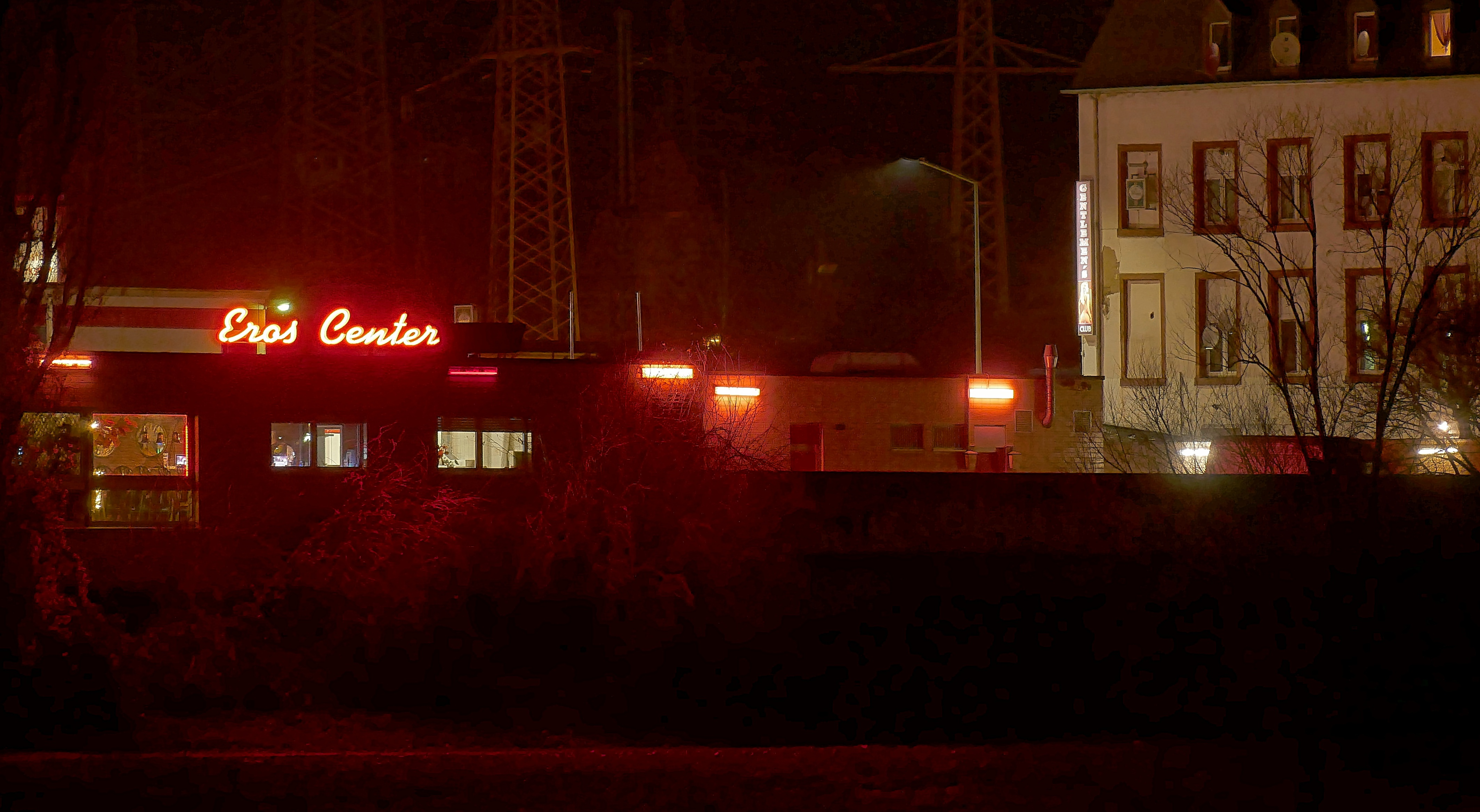
Grenznahes Eros-Center in Trier

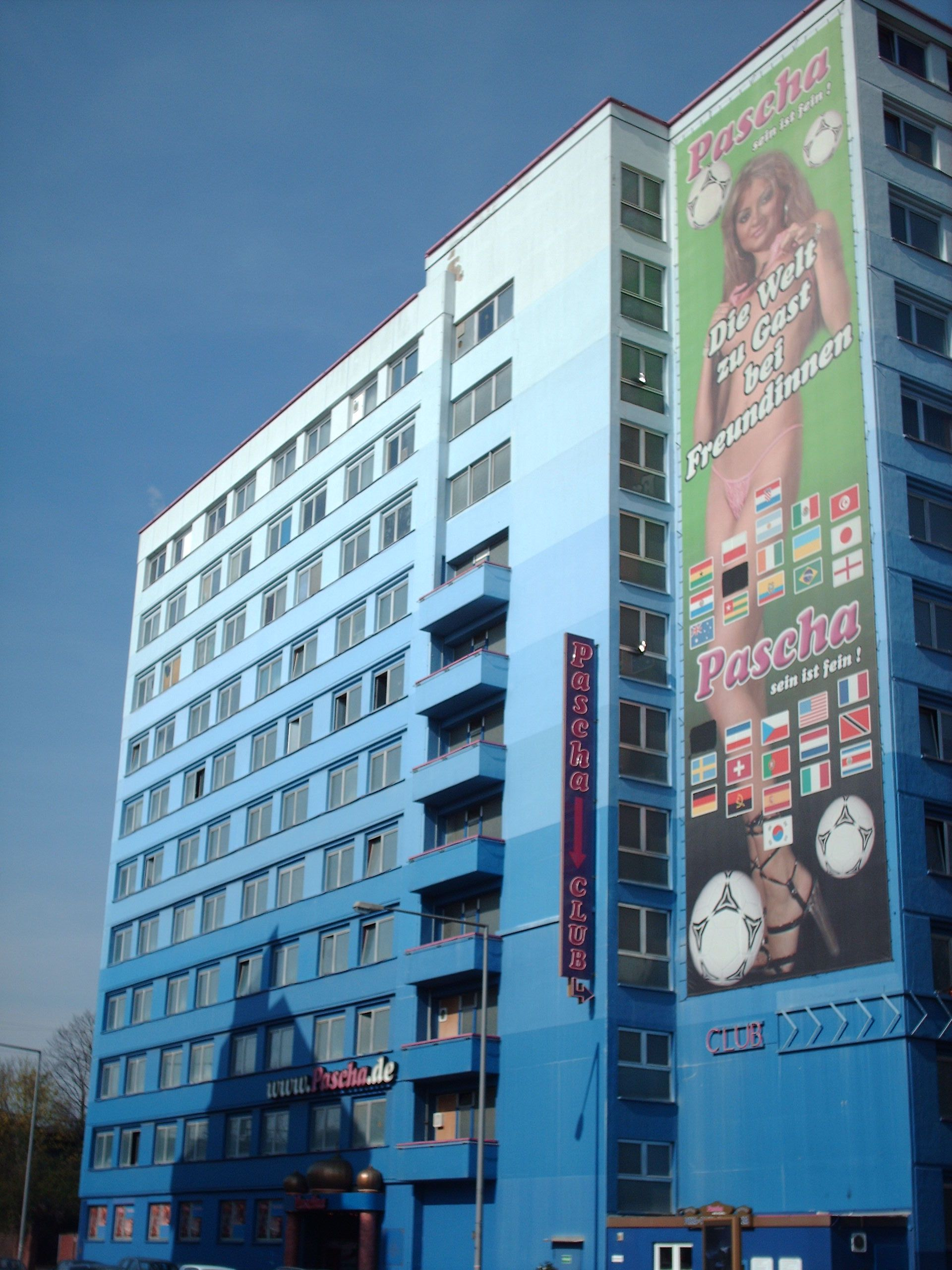
Pascha, Köln

Mitunter verfügen Bordelle über einen Kontakthof, in dem Prostituierte mit dem Freier die gewünschten sexuellen Handlungen anbahnen.

### Bordelltypen
In Deutschland existieren unterschiedliche Varianten des Bordells, darunter Eros-Center, Laufhäuser, Bordellstraßen (teilweise mit Koberfenstern), Terminhäuser, Model-Wohnungen, Lovemobile, Massagesalons, Domina-Studios, Nachtclubs und FKK-Clubs.
Eine besondere Form eines Bordells ist der Pauschalclub (auch: Flatrate-Bordell), bei dem nach dem Bezahlen des Entgelts für den Kunden keine weiteren Kosten anfallen und scheinbar unbegrenzt sexuelle Dienstleistungen in Anspruch genommen werden können. Diese Form der Prostitution erregte im Sommer 2009 bundesweite Aufmerksamkeit, als eine Bordellkette bei der Neueröffnung einer Filiale in der Nähe von Stuttgart mit einer sogenannten Sex-Flatrate beworben wurde.
Ein Bordell, in dem sowohl Freier als auch Prostituierte männlich sind, wird gelegentlich auch als House of Boys bezeichnet. In japanischen Soaplands geht es um das Baden mit Prostituierten.

### Puppen-Bordelle
Bordelle, in denen man Zeit mit einer realistisch gestalteten Sexpuppe (Real Doll) statt mit echten Prostituierten verbringt, gab es zuerst in Japan. Dieser Trend kam 2017 nach Deutschland. Während durch die Hygiene-Auflagen aufgrund der COVID-19-Pandemie normale Bordelle geschlossen werden mussten, galt dies für käuflichen Sex mit Real Dolls nicht.

### Öffentlichkeitsarbeit und Kunstaktionen
Die COVID-19-Pandemie zwang die Bordelle in Deutschland zur Schließung, wobei die Auflagen, unter denen eine teilweise Öffnung ermöglicht wird, von Bundesland zu Bundesland unterschiedlich sind. Bordellbetreiber machen nun durch Kunstaktionen und Bordellführungen auf die missliche Lage des Rotlichtmilieus aufmerksam; sie wollen das Gewerbe in die Öffentlichkeit bringen, um ihre Häuser wieder öffnen zu dürfen.
Auch die Künstlerin Silke Wagner hat sich in Zusammenarbeit mit der Interessenvertretung Doña Carmen damit auseinandergesetzt, was die Schließung der Bordelle für die betroffenen Frauen bedeutet. Ihre Interviews mit Betroffenen sind unter dem Titel "A Red Light" online in mehreren Sprachen verfügbar.

## Rechtsgrundlage nach Ländern

### Deutschland
Bis 31. Dezember 2001 wurde in Deutschland bestraft, wer „gewerbsmäßig einen Betrieb unterhält, in dem Prostitutionsausübung durch Maßnahmen gefördert wird, die über das bloße Gewähren von Wohnung, Unterkunft oder Aufenthalt und die damit üblicherweise verbundenen Nebenleistungen hinausgehen“.
Mit Inkrafttreten des Prostitutionsgesetzes am 1. Januar 2002 wurde der „Förderung der Prostitution“ in „Ausbeutung von Prostituierten“ umbenannt und eingeschränkt. Laut § 180a StGB besteht unter anderem dann Strafbarkeit wenn:
- die im Bordell tätigen Prostituierten in wirtschaftlicher Abhängigkeit vom Betreiber oder einem Zuhälter stehen,
- der Betreiber in die Tätigkeit der Prostituierten dirigistisch eingreift oder
- in den Räumlichkeiten Minderjährige der Prostitution nachgehen bzw. Minderjährigen der Zutritt oder sexuelle Dienstleistungen gewährt werden.

Aufsichtsbehörden und Polizei haben wie Ordnungsamt und Steuerfahndung jederzeit Kontroll- und Zutrittsrechte bis in die Bordellräume, in denen die Dienstleistung stattfindet. Allgemein gilt in allen Bordellen das Hausrecht.
Da Deutschland im Vergleich mit anderen Ländern eine relativ liberale Gesetzgebung zu Prostitution hat, wird in manchen Grenzregionen ein „Bordelltourismus“ aus dem Ausland unterstellt.
Am 1. Juli 2017 trat das Prostituiertenschutzgesetz in Kraft. Durch dieses Gesetz sollen nach Aussage vom Bundesministerium für Familie, Senioren, Frauen und Jugend alle, die in diesem Bereich arbeiten, besser vor Gewalt geschützt werden. Aus der Sicht der internationalen Interessenvertretung ICPR (International Committee for Prostitutes' Rights) ist das Gesetz allerdings problematisch. Auch in Deutschland ansässige Interessenvertretungen, wie Doña Carmen, kritisieren es in zahlreichen Punkten (siehe auch Prostitution in Deutschland).

### Schweiz
Prostitution über 18-jähriger ist in der Schweiz unter bestimmten Voraussetzungen legal. Dabei variieren die Auflagen und Rahmenbedingungen je nach Kanton (siehe auch: Prostitution in der Schweiz). In der Schweiz soll es im Jahr 2015 insgesamt 902 Bordelle gegeben haben.

### Österreich
In Österreich ist Prostitution über 18-jähriger unter bestimmten Auflagen legal. Die Auflagen an Bordelle sind jedoch je nach Bundesland verschieden und teilweise sehr streng. In Vorarlberg wurde bis 2013 kein einziges Bordell bewilligt, so dass dort nach wie vor faktisch ein Prostitiutionsverbot gilt (siehe auch Prostitution in Österreich).

### Frankreich
In Frankreich sind Bordelle seit 1946 verboten, seit 2016 machen sich Freier strafbar (unabhängig davon, ob sie in einem Bordell oder woanders mit Prostituierten verkehren, siehe auch: Prostitution in Frankreich).

### Griechenland
Prostitution ist in Griechenland legal, doch nur die wenigsten Bordelle sind lizenziert, insbesondere in Athen gibt es zahlreiche illegal betriebene Bordelle. Die  schlechten Arbeitsbedingungen und die sinkenden Preise für sexuelle Dienstleistungen wurden schon mehrfach in den Medien thematisiert. Die Zeit berichtete bereits 2014, dass zahlreiche Sexarbeiterinnen aus Afrika in Griechenland keine beruflichen Alternativen zur Prostitution haben. Auch Der Spiegel hat sich in einer Fotoreportage mit den Bedingungen beschäftigt, unter denen auch männliche Prostitution angeboten wird.

### Vereinigte Staaten

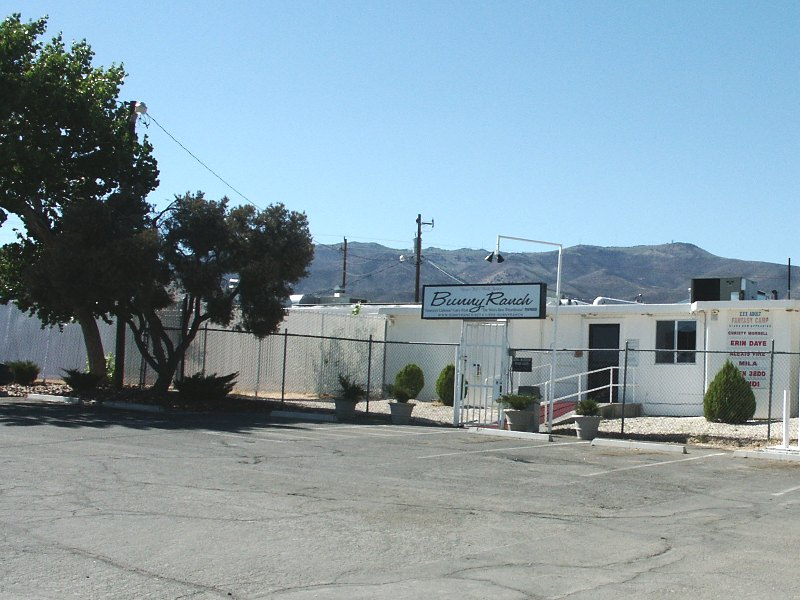
Außenansicht der Moonlite BunnyRanch, Nevada

Mit Ausnahme von einigen Regionen im Bundesstaat Nevada ist Prostitution in den Vereinigten Staaten nach wie vor illegal. Nach Angaben der in Regionen unterteilten „Nevada-Bordell-Liste“ gab es 2021 insgesamt 19 legal betriebene Bordelle im Bundesstaat. Eins der Bordelle mit langer Tradition ist dabei die Moonlite BunnyRanch in der Nähe von Carson City, die seit den 1970er Jahren besteht und damit wirbt, eins der etabliertesten Bordelle der USA zu sein.
Bekannte, mittlerweile geschlossene Bordelle in den USA waren die Chicken Ranch im Fayette County, Texas, sowie das Dumas Brothel im Bundesstaat Montana, das von 1890 bis 1982 als Bordell betrieben wurde und heute als Museum seine Geschichte präsentiert.

### Afrika
Prostitution ist in fast allen Ländern Afrikas illegal. Eine Ausnahme bildet der Senegal. Dort ist Sexarbeit unter den Voraussetzungen, mindestens 21 Jahre alt zu sein und sich monatlich untersuchen zu lassen, legal.

### Asien

#### Malaysia
Prostitution ist in Malaysia illegal.

#### Myanmar
In Burma, dem heutigen Myanmar, ist die Prostitution illegal, aber weit verbreitet. Im ganzen Land operiert die Sexindustrie im Allgemeinen in Restaurants, Bordellen, die sich als Gästehäuser ausgeben, und Nachtclubs. In Rangun betreiben häufig Hotels eigene Bordelle und seit 1995 auch Massagesalons, wobei diese meist von der ethnischen Minderheit der Wa geführt werden. In den  Nachtclubs arbeiten oft sogenannte Freelancer. Die Stadt Mandalay hat viele Prostituierte, die in Massagesalons, KTV-Lounges, Bühnenshows und auf der Straße arbeiten. Auch in Naypyidaw, der neuen Hauptstadt, ist ein Rotlichtviertel entstanden, in dem Bordelle hauptsächlich als Schönheitssalons und Massagesalons getarnt sind, die vor allem Geschäftsleute und Militärs anziehen.

## Bekannte Bordelle

### Europa
Deutschland
- Paradise, ein Großbordell in Leinfelden-Echterdingen bei Stuttgart[24]
- Artemis, 2005 eröffnetes Großbordell in Berlin[25]
- Freudenhaus Hase, Laufhaus in Berlin, das zugleich als kultureller Veranstaltungsort bekannt wurde
- Pascha, ein als Laufhaus betriebenes Hochhausbordell in Köln (1972–2020)
- Villa Roma, München
- Salon Kitty, ehemaliges Berliner Bordell, das in der Zeit des Nationalsozialismus (1933–1945) auch der Spionage diente
- Antoniusstraße in Aachen
- Herbertstraße in Hamburg

Frankreich
Die hier genannten Pariser Bordelle sind nicht mehr in Betrieb
- Aux Belles Poules in Paris
- One Two Two in Paris
- Le Chabanais in Paris

Tschechien
- das Prager Big Sister (2005–2010) war ein für Freier kostenloses Bordell.

### Außerhalb Europas
Vereinigte Staaten
- Moonlite BunnyRanch in der Nähe von Carson City, Nevada[22]

Australien
- Daily Planet in Melbourne, welches durch seinen Börsengang bekannt wurde und mittlerweile in Planet Platinum Ltd. umbenannt wurde[26]